# Rue de Brabant (Région de Bruxelles-Capitale)
Pour les articles homonymes, voir Rue de Brabant.
La rue de Brabant (en néerlandais : Brabantstraat) est une rue située sur la commune de Saint-Josse-ten-Noode et sur la commune de Schaerbeek qui va de la place Charles Rogier à la place Liedts en passant par la rue André Bertulot, la place Saint-Lazare, la place du Nord, la rue d'Aerschot, la rue Allard, la rue Dupont, la rue de la Fraternité, la rue de Quatrecht, la rue Rogier, la rue d'Hoogvorst et la rue De Potter.

## Histoire et description

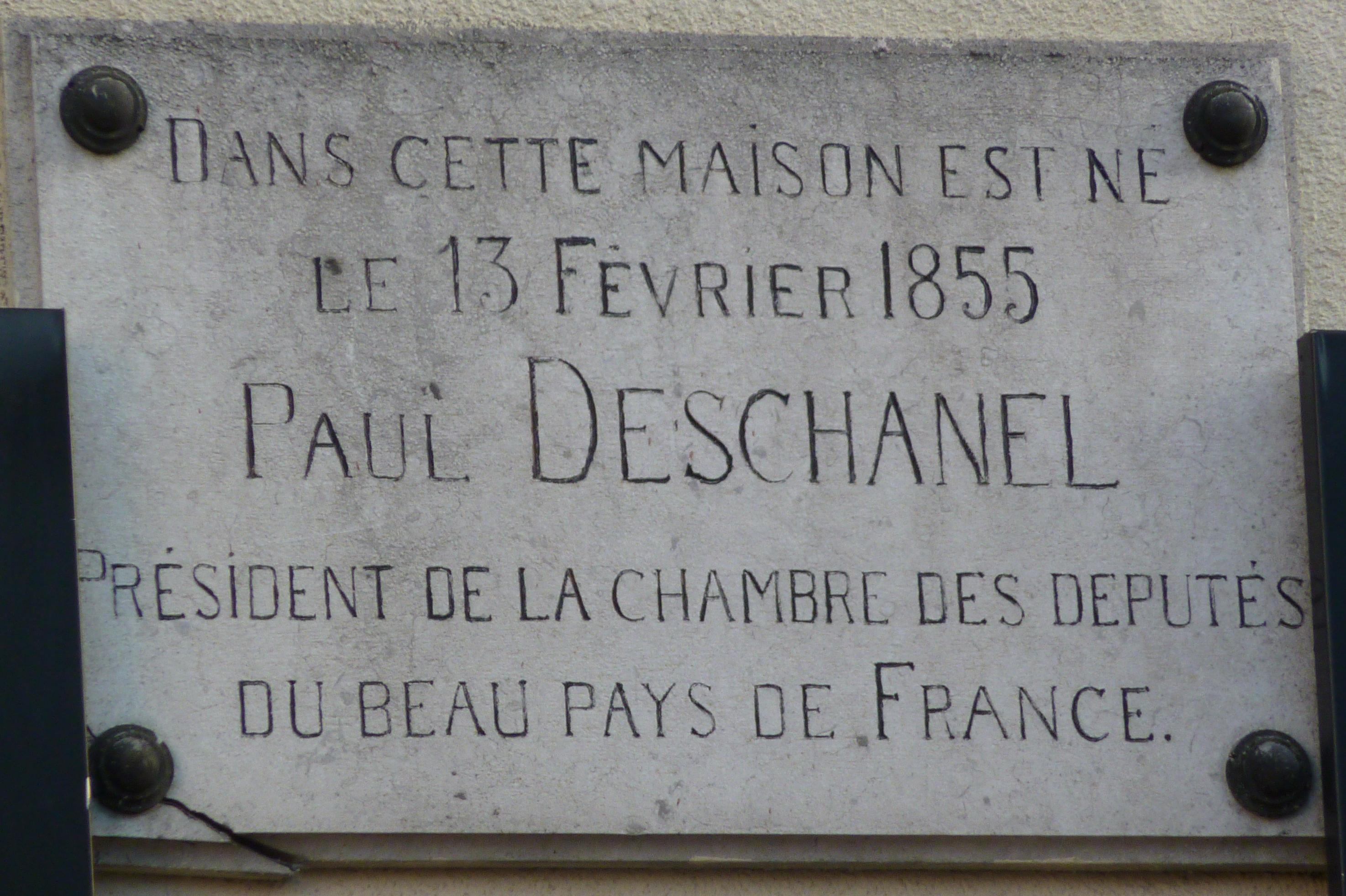
Plaque Deschanel

Cette rue porte le nom de la province de Brabant, l'une des 9 provinces belges avant la scission de 1995 en Brabant flamand et Brabant wallon. À l'origine, la partie située à Saint-Josse-ten-Noode se dénommait rue du Brabant.
La numérotation des habitations va de 23A à 207 pour le côté impair et de 30 à 272 pour le côté pair.

## Adresses notables
à Saint-Josse-ten-Noode :

- no 62 : CAPAC

à Schaerbeek :

- no 75A : Église Saints-Jean-et-Nicolas, classée par arrêté royal le 22 février 1984
- no 128 : immeuble du Foyer Schaerbeekois
- no 132 : l'artiste-peintre Josse Impens y a habité
- no 182 : maison natale du Président de la République française Paul Deschanel (né le 13 février 1855)